# Josef Ellers
Josef Ellers (* 1988 in Klagenfurt, Kärnten) ist ein österreichischer Schauspieler.

## Leben
Josef Ellers legte nach seiner Matura die paritätische Bühnenreifeprüfung (Musical) ab und absolvierte ein Bachelor-Studium im Fach Schauspiel am Konservatorium der Stadt Wien.
2005 gab er mit der Rolle des Friedrich von Trapp in dem Musical The Sound of Music an der Volksoper Wien sein Bühnendebüt. 2007 folgte in den Wiener Kammerspielen der Piccolo in der Operette Im weißen Rößl. Anschließend spielte er zwischen 2010 und 2013 diverse Rollen am Wiener Rabenhof-Theater und am Theater der Jugend in Wien. Im Thalhof Reichenau gastierte er im Sommer 2013 als Philipp in Komtesse Mizzi und als Titelheld in einer Bühnenfassung von Leutnant Gustl.
Ab der Spielzeit 2013/14 war er bis 2016 festes Ensemblemitglied am Theater in der Josefstadt. Dort trat er u. a. als Gavrilo Princip in der Uraufführung des Theaterstücks Die Schüsse von Sarajevo von Milan Dor und Stephan Lack, als Gustave in Die Kameliendame und als Victor in Georges Feydeaus Der Gockel auf. In den Kammerspielen des Theaters in der Josefstadt spielte er 2016 den Sohn Jean-Michel im Musical La Cage aux Folles.
2016 debütierte er am Staatstheater am Gärtnerplatz in München als Janczy in der Operette Viktoria und ihr Husar, den er dort bis 2018 sang und spielte. In der Spielzeit 2017/18 gastierte er am Stadttheater Klagenfurt als Königssohn in der Uraufführung des Musicals Rumpelstilz!. In der Spielzeit 2018/19 trat er am Stadttheater Klagenfurt als Titelheld im Kinderstück und Weihnachtsmärchen Jannick und der Sonnendieb von Henry Mason auf. 2019 gastierte er beim Theatersommer Haag als Lucio in der Shakespeare-Komödie Maß für Maß. Seit August 2023 spielt er die Titelrolle im Theaterstück Harry Potter und das verwunschene Kind im Mehr! Theater am Großmarkt in Hamburg.
Seit 2017 wirkte er außerdem in mehreren Produktionen der Wiener Off-Bühne „Bronski & Grünberg“ mit. Weiters tritt er mit dem Monolog #Werther, einer Dramatisierung von Goethes Briefroman Die Leiden des jungen Werthers, regelmäßig in Schulen und an anderen Veranstaltungsorten im deutschsprachigen Raum auf.
Josef Ellers wirkte auch in einigen Film- und TV-Produktionen mit. Er hatte Episodenrollen in den österreichischen Krimiserien SOKO Donau und Schnell ermittelt. In der 11. Staffel der TV-Serie SOKO Donau (2019) übernahm er erneut eine der Episodenrollen als Toni Berger, der sich mit seiner Frau und dem gemeinsamen Kind vor seinem verbrecherischen Großvater (Franz Buchrieser) versteckt. Außerdem steht er seit 2019 für die von ZDF und ORF produzierte historische Krimireihe Vienna Blood als Leopoldstädter Polizeisergeant Haussmann vor der Kamera.
Josef Ellers lebt in Wien.

## Filmografie (Auswahl)
- 2011: SOKO Donau: Chefsache (Fernsehserie, eine Folge)
- 2015: SOKO Donau: Trauriger Sonntag (Fernsehserie, eine Folge)
- 2018: Schnell ermittelt: Elena Ruggenberger (Fernsehserie, eine Folge)
- 2019: SOKO Donau: Im Paradies (Fernsehserie, eine Folge)
- ab 2019: Vienna Blood (Fernsehreihe, neun Folgen)